# خزی فانیان
ارمن
خِزی فانیان زاده ۱۹۶۳ میلادی در بیت شنان، خواننده ایرانی‌تبار اسرائیلی است. وی شهرت خود را در جامعه اسرائیل بخاطر بازخوانی ترانه‌های ماندگار ایرانی به دست آورده‌است.

## زندگی
پدر خِزی اهل بروجرد و مادرش اهل یزد است. آن‌ها جداگانه و حدود ۵۰ سال پیش به اسرائیل مهاجرت کردند. همان‌جا ازدواج کردند؛ و خِزی را در سال ۱۹۶۳ در بیت شنان اسرائیل به دنیا آوردند.
خِزی فانیان هیچ‌گاه به ایران سفر نکرده‌است. آنچه او در مورد ایران می‌داند تنها برگرفته از اطلاعات پدر و مادر و اطرافیان و اینترنت است. با این وجود معتقد است که همواره با فرهنگ، غذا، موسیقی و حتی ضرب‌المثل ایرانی زندگی کرده‌است.
همسر او هم مانند خِزی در اسرائیل به دنیا آمده‌است. از مادر و پدری که یکی بابلی و دیگری شیرازی است. فرزندان آن‌ها در مدرسه در کنار عبری، عربی و انگلیسی، فارسی هم یادمی‌گیرند.
خزی معتقد است که صحبتهای رهبران سیاسی در تلویزیون و مطبوعات بیشتر برای منافع آن‌ها مطرح می‌شود و هرچند در تلویزیون از ایران دائماً بد می‌گویند، اما برای خزی، آن دوستی‌ها و ارتباطات صمیمی که در شبکه‌های اجتماعی مانند فیسبوک وجود دارد، ملاک قضاوت قرار می‌گیرد.

## موسیقی
خِزی فانیان در سالهای اخیر چندین ترانه خوانده که آن‌ها را با مضامین انسانی و صلح‌آمیز تهیه و تنظیم کرده‌است. معروف‌ترین آن‌ها ترانه سلام است.
او با اجازه مانا نیستانی، کاریکاتور مانا دربارهٔ دوستی میان مردم ایران و اسرائیل را برای روی جلد آلبوم سلام انتخاب کرده‌است. در این کاریکاتور رهبران ایران و اسرائیل در بالای تریبون مشغول دعوا هستند اما مردم از زیر تریبون راهی برای گفتگو پیدا کرده‌اند و در حال رد و بدل کردن گل سرخ هستند.
وی به سه زبان عبری، و فارسی و عربی ترانه اجرا می‌کند.
تا سال ۲۰۰۹ میلادی، هشت آلبوم آهنگ به زبان‌های مختلف ارائه داده‌است. آخرین آلبوم وی «ای عروس شنبه قدم رنجه کن» نام دارد.